# Ciumești
Ciumești (in ungherese Csomaköz, in tedesco Schamagosch) è un comune della Romania di 1 440 abitanti, ubicato nel distretto di Satu Mare, nella regione storica della Transilvania. 
Il comune è formato dall'unione di 3 villaggi: Berea, Ciumești, Viișoara.
Ciumești è divenuto comune autonomo nel 2004, staccandosi dal comune di Sanislău.